# Macrosiphoniella staegeri
Macrosiphoniella staegeri är en insektsart. Macrosiphoniella staegeri ingår i släktet Macrosiphoniella och familjen långrörsbladlöss.

## Underarter
Arten delas in i följande underarter:
- M. s. ucrainica
- M. s. staegeri